# Дякон Левски
„Дякон Левски“ е български игрален филм (исторически драматичен филм) от 2015 г., режисиран от Максим Генчев, по сценарий на Максим Генчев. Музиката във филма се изпълнява от Исихия.
Разказва за живота и делата на Васил Левски, като през житие на светец – от детството, през борбата – до бесилото.

## Сюжет
XIX век. България е в мрака на османското владичество. От пепелището на погубена България ще се въздигне най-достойният от синовете ѝ, за да проправи пътя към свободата. Сам през безверието и отчаянието, през предателството и саможертвата, дори през любовта.
Магическият историцизъм и художествената измислица са преплетени с почти документална стилистика.

## Актьорски състав
В ролите:
- Веселин Плачков – Васил Левски
- Симеон Филипов – Малкият Васил
- Максим Генчев – Мохарем бей
- Ники Сотиров – Барон Бонър
- Ивайло Аспарухов – Али Аслан
- Стоян Цветков – Христо Големия
- Горан Гънчев – Димитър Общи
- Петьо Цеков – Архимандрит Василий
- Якуб Бахар Якуб – Акар бей
- Бахар Якуб Бахар – Али Аслан
- Тезджан Ферад – Мехмедова – Лейля
- Дели Алън – Ана
- Николай Тодоров – Георги Раковски
- Цветомир Ангелов–Цуки – Панайот Хитов

Участват още:
- Цветомир Нечев – Иван Кършовски
- Евгени Будинов – Матей Миткалото
- Борис Луканов – Найден Геров
- Тодор Анастасов— Евлоги Георгиев
- Петър Тосков – Христо Георгиев
- Йордан Крушков – Поп Кръстьо
- Фахрадин Фахрадинов – Юзбаши Дервиш Семе
- Светлана Генова – Гина Кунчева
- Калоян Патерков – Ценович
- Владимир Владимиров - Влад – Дядо Ильо
- Атанас Чопов – Иванчо Хаджипенчович
- Юлиян Рачев – Любен Каравелов

## Телевизионна премиера
В българския телевизионен ефир е излъчен за пръв път на 18 и 19 февруари 2016 г. в две части от 21:00 ч. по Канал 3.

## Фестивали и награди
- Национална награда „Любимец 13“ за актьорско майсторство за кино – 2015, Димитровград
- Награда за най-добра историческа драма – Фестивал Артисан – Международна инициатива на световното кино, 2015, Кан, Франция
- Международен фестивал на историческия филм във Ватерлоо 2015
- Златна роза, фестивал на българския игрален филм 2015